# John Oliver Creighton
John Oliver Creighton (Orange, 28 aprile 1943) è un ex astronauta statunitense.
Ha volato in tre missioni dello Space Shuttle, in STS-51-G in qualità di pilota, in STS-36 e in STS-48 come comandante.